# ورزشگاه باتومی
ورزشگاه باتومی (به لاتین: Batumi Stadium) یک ورزشگاه در گرجستان است که در باتومی واقع شده‌است.